# Relations entre la Corée du Sud et le Japon
Cet article traite des relations entre le Japon et la Corée du Sud après la partition, pour les évènements antérieurs, veuillez vous référer à l'article sur les relations entre les deux Corée et le Japon.
Cet article traite des relations entre la Corée du Sud et le Japon après la partition de la péninsule en 1953.

## Relations militaires et économiques
L'article 9 de la constitution japonaise interdit au Japon d'entretenir toute force militaire en vertu de sa volonté de renoncer à jamais à la guerre ; cependant, le Japon entretient une force de défense appelée forces japonaises d'autodéfense, ainsi que des relations de sécurité avec certains pays dont les États-Unis et ses alliés au sein de l'OTAN. C'est pour cela qu'il soutient le plan d'intervention américain en Corée lors de la guerre de Corée (1950-1953), en réponse à l'invasion communiste du pays et ce, en fournissant un appui logistique naval. Les relations diplomatiques sont alors rompues.
Le Japon a reconnu la Corée du Sud comme le gouvernement légitime de la péninsule coréenne tout entière en 1965 ; le traité de normalisation des relations entre le Japon et la Corée du Sud du 22 juin 1965 permit également de développer les relations économiques entre les deux pays et l'implantation d'entreprises japonaises en Corée du Sud. L’accord signé sous l’impulsion du président Park Chung-hee avec les encouragements des États-Unis, malgré d’importantes manifestations d’opposition en Corée du Sud, a entraîné le versement d’une aide économique pendant dix ans (1965-1975) du Japon à la Corée du Sud, dont la majeure partie sous forme de dons.
L'aide japonaise associée à l'aide américaine permet de lancer un plan Marshall industriel, des firmes d'État sont constituées dans tous les secteurs stratégiques : aciérie (POSCO), électricité (KEPCO), télécommunications (Korea Telecom), réseaux ferrés et routier (Korea Railroad et Korea Expressway (en)), banque, eau et agriculture.
Un système d'échange de devises entre les autorités des deux pays est créé en 2001 pour aider la Corée du Sud à ne pas connaître de nouveau les problèmes rencontrés à la fin des années 1990 lors de la crise financière asiatique. Ainsi, jusqu'à 70 milliards de dollars en dollars, wons sud-coréens ou yens japonais peuvent être échangés entre la banque de Corée, et la banque du Japon (BoJ) et le ministère nippon des finances.
En mai 2012, la Corée du Sud suspend la signature d'accords de coopération militaire avec le Japon, les premiers depuis la fin de l'occupation japonaise. En septembre, à la suite d'un différend sur les rochers Liancourt, elle annule un programme d'échanges militaires.
Le 22 mai 2015, le Japon porte plainte à l’OMC contre l’embargo sud-coréen sur des centaines de ses fruits de mer. Comme plusieurs autres pays, la Corée du Sud avait mis en place un embargo sur une cinquantaine de produits de la mer venant des huit préfectures les plus proches de l'accident nucléaire de Fukushima en 2011, mais si la plupart des autres pays ont depuis levé ces restrictions, après avoir constaté que la totalité des produits commercialisés dans la région étaient sains, la Corée du Sud a durci ses contrôles.

## Échanges culturels
Après la fin de la Seconde Guerre mondiale, la Corée du Sud a interdit l'importation de produits culturels japonais tels que la musique, les films, les mangas et la littérature. Cette interdiction a été partiellement levée par l'administration de Kim Dae-jung en 1998. En janvier 2004, l'interdiction sur les importations de CD et DVD japonais a finalement été levée en Corée du Sud.
En 1996, la FIFA a annoncé que les deux pays organiseraient conjointement la Coupe du monde 2002, occasionnant un réchauffement des relations, notamment au niveau de la classe politique et des dirigeants des deux pays.
L'année 2005 a été désignée comme année de l'amitié entre le Japon et la Corée du Sud, mais divers incidents ont mis à mal leurs relations .
Ces dernières années, la culture pop sud-coréenne (K-pop) a connu une popularité importante au Japon, un phénomène appelé vague coréenne (韓流) au Japon ; la chanteuse pop BoA est l'une des chanteuses les plus populaires au Japon, avec six albums consécutifs en tête du palmarès Billboard.

## Problèmes récurrents
Parmi les conflits territoriaux persistant entre la Corée du Sud et le Japon, on peut citer le cas des Rochers Liancourt : un petit groupe d'îlots situé en mer du Japon, possession sud-coréenne (Dokdo 독도 en coréen) mais dont la souveraineté est contestée par le Japon (Takeshima 竹島 en japonais) ; en jeu, des territoires de pêche et un élargissement de la ZEE. Le nom de la mer séparant les deux pays est également source de tensions, elle est appelée mer de l'Est en Corée  et mer du Japon au Japon. En 1954, 1962 et 2012, la Corée du Sud rejette les propositions du Japon de régler la question des Rochers devant la Cour internationale de justice (CIJ),.
Le 10 août 2012, pour la première fois depuis le début des revendications japonaises et à cinq jours de l'anniversaire de la capitulation du Japon, le président sud-coréen Lee Myung-Bak se rend sur les Rochers, provoquant de vives réactions japonaises : l'ambassadeur sud-coréen à Tokyo est convoqué par le gouvernement japonais, l'ambassadeur japonais à Séoul est rappelé, et le ministre japonais des Affaires étrangères Kōichirō Genba déclare que ce déplacement aurait « un grand impact sur les relations » entre les deux pays. Par la suite, le gouvernement japonais annonce la révision de l'accord d'échange de devises avec la Corée du Sud créé en 2001, et le ministre japonais des finances Jun Azumi annule un déplacement à Séoul.
Toutefois, l’ensemble des contentieux historiques liés à l’occupation japonaise restent présents dans les relations entre Coréens et Japonais, ces tensions ayant des conséquences sur les relations diplomatiques. Ainsi, des initiatives ont été prises pour que le gouvernement japonais reconnaisse l’esclavage sexuel des femmes de réconfort pendant la Seconde Guerre mondiale. Mais le Japon estime que l'accord de 1965 règle tous les contentieux datant de cette époque et rejette les propositions de la Corée du Sud pour des discussions bilatérales à ce sujet. Le Japon et la Corée du Sud concluent cependant un accord historique le 28 décembre 2015 : le premier ministre japonais, Shinzo Abe, exprime aux victimes ses « excuses et son repentir, du plus profond de son cœur » et le Japon accepte de verser un milliard de yens (7,5 millions d’euros) de dédommagement aux femmes de réconfort.
À partir de 2008, les travailleurs sud-coréens réduits à l'état de quasi-esclavage pendant l'occupation japonaise décident de s'en prendre aux entreprises coréennes ayant perçu l'argent des réparations japonaises de 1965, estimant qu'une part leur revient. POSCO est ainsi jugée en 2009 et 2010, mais gagne ses procès. Néanmoins, au printemps 2012, la société décide de verser dix milliards de wons sud-coréens (près de sept millions d'euros) aux victimes via un fonds d'État. Le gouvernement prévoit de verser 12,5 milliards de wons sud-coréens supplémentaires, et les autres grandes entreprises coréennes concernées seront sollicitées. 227 000 personnes se seraient manifestées comme anciens travailleurs forcés ou comme ayants droit. Inversement, en 2012, la Cour suprême sud-coréenne a condamné les groupes japonais Mitsubishi Heavy Industries et Nippon Steel à indemniser neuf travailleurs forcés.
En août 2012, le président sud-coréen Lee Myung-Bak annonce que l'empereur du Japon, Akihito, ne pourrait venir en Corée du Sud que s'il s'excusait pour les atrocités commises par les forces d'occupation japonaises, bien qu'il ait déjà exprimé « ses profonds regrets » pour les souffrances du peuple coréen pendant la colonisation en 1990.
Le révisionnisme au Japon, s’agissant notamment de la présentation de l’occupation japonaise dans les manuels d’histoire japonais, est très fortement ressenti par l’opinion sud-coréenne. Enfin, les visites du Premier ministre japonais Jun'ichirō Koizumi au sanctuaire de Yasukuni, sur les tombes des généraux japonais de la Seconde Guerre mondiale, a fait peser des risques d’annulation des sommets bilatéraux entre les deux États, à l’automne 2005.
Le 6 janvier 2017, Tokyo a annoncé le rappel de son ambassadeur en Corée du Sud pour protester contre l'installation en décembre, devant un consulat, de la Statue de la Paix à la mémoire des esclaves sexuelles de l'armée impériale nippone, dites « femmes de réconfort ».
Le 30 octobre 2018, la Cour suprême de Corée du sud ordonne à Nippon Steel & Sumitomo Metal de dédommager des travailleurs forcés coréens de la Seconde Guerre mondiale que l'entreprise avait à l'époque réquisitionnés. Mitsubishi Motors est également condamnée à verser des dédommagements à des Coréens victimes de travail forcé dans ses usines, mais elle refuse d’obtempérer.
Le gouvernement japonais inflige à partir de juillet 2019 des sanctions économiques à l'industrie sud-coréenne des semi-conducteurs. Ces sanctions sont analysées comme des représailles aux décisions de la justice sud-coréenne contre des entreprises japonaises.
Le 6 mars 2023, la Corée du Sud annonce un plan pour indemniser les victimes du travail forcé au Japon pendant la Seconde Guerre mondiale. Ce nouveau plan prévoit de confier à une fondation locale le soin d'accepter les dons des grandes entreprises sud-coréennes qui ont bénéficié de réparations accordées par le Japon en 1965, pour indemniser les victimes. Le gouvernement sud-coréen annonce le même jour mettre fin à sa plainte auprès de l'Organisation mondiale du commerce (OMC) concernant les restrictions d'exportations de certains produits japonais de juillet 2019, et démarrer des consultations avec le Japon pour normaliser leur relation économique. Le gouvernement japonais s'est félicité de ces décisions vues comme des mesures visant à rapprocher diplomatiquement les deux pays.
Ce nouveau plan a suscité de vives protestations de la part de groupes de victimes sud-coréennes, qui souhaitent une compensation financière et des excuses directement de la part des entreprises japonaises concernées,.

## Améliorations des relations diplomatiques
Lors de la réunion du G20 de Toronto en 2010, le Premier ministre japonais Naoto Kan a appelé à un partenariat orienté vers l'avenir avec la Corée ; affirmant qu'il n'hésiterait pas à réfléchir sur les fautes du passé du Japon. Il a par ailleurs indiqué qu'il allait poursuivre les efforts de construction d'amitié avec Séoul mis en place par Yukio Hatoyama, tout en traitant durement avec les provocations militaire de Pyongyang. et en prenant ses responsabilités vis-à-vis du passé colonial de son pays.
Comme cette année marque le 100e anniversaire de la colonisation japonaise de la Corée en 1910 par le traité d'annexion de la Corée, la Corée et le Japon sont décidés à commencer un nouveau siècle d'amitié. Le Japon, par son Premier ministre, s'est ainsi excusé d'avoir occupé la péninsule coréenne et privé le peuple coréen de sa culture et de son identité durant 35 ans. Ainsi de nombreux objets culturels longtemps réclamés par la Corée du Sud ont été rendus par le Japon en 2010  et les deux dirigeants, Lee Myung-bak et Naoto Kan, se sont accordés pour résoudre les problèmes bilatéraux et régionaux en convenant de réfléchir et de mettre en place certaines mesures communes sur la sécurité financière et la recherche d'une croissance mondiale plus équilibrée lors de la réunion du G20 à Séoul.
Après le séisme du 11 mars 2011 au Japon, la Corée du Sud est le premier pays à envoyer une équipe de secouristes ; elle envoie également de l'eau, de la nourriture et diverses fournitures. En trois semaines, les donations sud-coréennes se seraient élevées à 46 millions de dollars.
En octobre 2011, le Premier ministre japonais Yoshihiko Noda, lors d'une visite officielle en Corée du Sud, restitue cinq ouvrages des archives royales coréennes de la dynastie Joseon ou Uigwe, à la suite d'un accord signé en novembre 2010 par son prédécesseur Naoto Kan.
De 2011 à 2023, les visites bilatérales régulières entre le Premier ministre japonais et le Président sud-coréen (« navette diplomatique ») sont interrompues. Elles reprennent avec le sommet Japon-Corée du Sud du 16 mars 2023. Ce sommet est permis par la volonté du président sud-coréen Yoon Suk Yeol, élu en mai 2022, de renouer les liens avec le Japon, malgré une forte opposition de l'opinion publique sud-coréenne. Début mars 2023, Yoon avait annoncé un plan pour résoudre la question du dédommagement des Coréens forcés à travailler pour des entreprises japonaises pendant la période coloniale (1905-1945), en compensant les victimes avec l’aide d’un fonds affilié à l’État, approvisionné notamment par des donations d’entreprises sud-coréennes.
Les relations entre les deux pays font l'objet d'une ingérence de la Corée du Nord de 2018 à 2022, qui lance pendant cette période une campagne de désinformation. Au travers d'un groupe clandestin formé par un ancien haut responsable du syndicat de la Confédération coréenne des syndicats, 89 instructions venant du nord sont réceptionnées. Le groupe agit pour créer ou exploiter des incidents diplomatiques entre la Corée du sud et le Japon dans le but d'exacerber les sentiments antijaponais au sud.

## Guerre commerciale (depuis 2019)
Depuis le 1er juillet 2019, existe une dispute commerciale entre les deux pays à la suite de la décision du gouvernement japonais de resserrer ses exportations vers la Corée du Sud. D'après la politologue japonaise Kan Kimura : « Les autorités japonaises croyaient que la mesure de restriction commerciale ferait reculer Séoul sur le dossier du travail forcé. C’était une démonstration de force pour confirmer la supériorité du Japon ».